# خافي موتا
خافي موتا (بالأحرف اللاتينية Javi Mota) اسمه الكامل خافيير موتا غارسيا مغني وممثل وراقص وموديل أسباني، بدأ حياته الفنية منذ صغره بمسلسل «مينودو» وبعض المسلسلات التلفزيونية الأخرى. انخرط ضمن فرقة Gypsy Teens ومن ثم بقرقة Banghra (بانغرا) الإسبانية المشهورة بأغانيها ذات الطابع الشرقي العربي والهندي والبنغالي وأصدر ألبومين وعدة سينغلز مع الفرقة عامي 2007 و2008.
من ثم استقل بالغناء المنفرد. عمل في مسرحيات غنائية من تأليف وإعداد ناتشو كانو منها "A" و«ميكاندانس» (Mecandance) وظهر في فيديو للمغنية كالايتا.
العانم 2010 اشترك في تصفيات اليورفيجن لتمثيل إسبانيا بأغنية "Amarte Hoy" ولكنه لم يفلح في النهائي.

## الألبومات
في فرقة بانغرا
- 2007: La danza del vientre
- 2008: !...a bailar

بالانفراد
- 2012: Inesperado IV+I (خافي موتا)

## السينغلز
في فرقة Gypsy Teens
- 2000: Club Tropicana
- 2001: Bamboleo

في فرقة بانغرا
- 2007: My Own Way
- 2008: Promised Land
- 2008: Una especie en extinción
- 2008: Unidos

مع فرقة Mecandance
- 2010: Una rosa es una rosa

بالانفراد
- 2010: Amarte Hoy
- 2011: Llevaré
- 2012: Y qué más da
- 2013: Tú no me cortas las alas
- 2014: Ready to Start
- 2015: Vivir asi
- 2016: Agua Bendita

## وصلات خارجية
- الموقع الرسمي لخافي موتا
- موقع فيسبوك  على فيسبوك.